# Danny Boy et ses Pénitents
Danny Boy et ses Pénitents waren eine französische Rock-’n’-Roll-, Twist- und Beat-Formation der 1960er Jahre.
Der Sänger Danny Boy hieß mit bürgerlichem Namen Claude Piron und wurde am 25. Januar 1936 in Saint-Pierre-de-Cormeilles, Frankreich geboren. Die vier Begleitmusiker „Les Pénitents“ (zu deutsch: „Die Büßer“) trugen Bußgewänder mit vermummtem Gesicht. Claude Piron kann als erster französischer Rock-’n’-Roll-Sänger betrachtet werden. Er begann seine Karriere 1956 noch kurz vor Danyel Gérard. Seine ersten Platten hat er noch unter seinem bürgerlichen Namen aufgenommen, bis er sich 1960 den Künstlernamen „Danny Boy“ zulegte. Seine ersten Erfolge waren: „Un collier de tes bras“, „Un coup au cœur“ (1961) und „Twistez“ (1962). Die Anhängerschaft der Band schätzte besonders das klare Timbre von Danny Boys Stimme und den schwungvollen, von Surfmusik inspirierten Sound der Musiker.